# KV Vesturbær (baloncesto)
El KV Vesturbær Karfa (traducido literalmente como (Vesturbær Club de Fútbol Baloncesto)), conocido también como KV, KV Vesturbær o KV Karfa, es la sección de baloncesto masculino del KV Vesturbær y tiene su sede, como su propio nombre indica, en el distrito de Vesturbær de Reikiavik, Islandia. 

## Historia
La sección de baloncesto del KV Vesturbær se fundó en 2007 jugando por primera vez la 2. deild karla (3ª categoría del baloncesto islandés) la temporada 2010-2011.
Terminó como subcampeón de la 2. deild karla en 2016 y 2018.
Antes de comenzar la temporada 2019-2020, el equipo se vinculó al KR de la Úrvalsdeild karla, con lo que el segundo entrenador del KR, Arnoldas Kuncaitis sería el nuevo entrenador del equipo y los mejores jugadores juniors y juveniles del mismo equipo formarían la plantilla del KV Vesturbær.
Después de que la temporada 2019-20 terminase prematuramente debido a la pandemia de coronavirus, la KKÍ (Federación Islandesa de Baloncesto) ofreció al equipo la posibilidad de poder jugar la siguiente temporada en la 1. deild karla, siendo aceptada.